# Vordingborggade
 Der er for få eller ingen kildehenvisninger i denne artikel, hvilket er et problem. Du kan hjælpe ved at angive troværdige kilder til de påstande, som fremføres i artiklen.

Vordingborggade er en ca. 400 meter lang gade på Indre Østerbro. Det er en sidegade til Østerbrogade, der fortsætter mod øst og ender mod øst ved jernbaneviadukten ved Kalkbrænderihavnsgade.

## Historie og bygninger
Gaden fik sit nuværende navn i slutningen af 1949. Fra 1858 og frem til 1948 hed vejen Øresundsgade. Navnet var givet af en af de lokale grundejere, sukkerraffinadør H. C. Drewsen, men den skiftede navn for at undgå uheldige forvekslinger med Øresundsvej på Amager. I tråd med den systematisering af gadenavnene, der var påbegyndt i 1880’erne, valgtes et ledigt navn, og det blev så mere eller mindre tilfældigt Vordingborg. Det gamle navn ses på hjørnet af Randersgade, hvor det findes indhugget i en hjørnesten.
Vordingborggade ligger på det gamle areal kaldet ”Slagtervangen”. På hele stykket fra Nøjsomhedsvej og helt op til Svanemøllen lå frem til 1850’erne kun Slagtervangen. Det var Københavns Kommune, der lejede arealet ud til byens slagterlaug, der her lod kvæg og grise fede op her, før de blev slagtet.
Da briterne bombarderede København i 1807 stod én af deres støttepunkter hvorfra de skød netop her, omkring det nuværende kryds mellem Vordingborggade og Løgstørgade.
På hjørnet af Vordingborggade og Vardegade ligger Hans Egedes Kirke.
Ud til Vordingborggade lige ved siden af ligger bagsiden af den gamle sporvognsremise, som i dag er Østerbro-hallen, hvor man bl.a. kan spille badminton, basketball o.lign. og som fungerer som medborgerhus med faciliteter i form af lokaleudlejning og café.
Der er i dag stort set kun beboelse på Vordingborggade (se fx nr. 36-32, der er fra 1906). På hjørnet Løgstørgade/Vordingborggade; bemærk det stavkirke-agtige tårn af træ på toppen. I de to ender mod henholdsvis Østerbrogade og Kalkbrænderihavnsgade ligger der nogle få mindre huse, men ellers er det altovervejende beboelse i flere etager. En af de ældste butikker i gaden mod øst er en lille butik, der sælger ”nautisk udstyr”, hvilket minder os om at vi er i et kvarter, der tidligere har ligget helt ud til vandet.
I 50’erne lå her småhandlende, bl.a. i nr. 3 lå ”Østerbros Fodpleje” samt frugtforretningen ”Øresund”, 25 ”Østerbros Vuggestue”, 35 en cigarhandler, 37 en instrumentmager, 93 en isenkræmmer, 2 et mejeri, 4 en cykelhandler, 20 restaurationen ”Øresundskroen”, 30 "Wichmann's bageri", 36 frugthandlen ”Grønærten”, 76 en frugthandel, 82 en skomager og i nr. 98 en skibsproviant.
Georg E. Mathiasens Fabrik lå i Vordingborggade, men er siden revet ned. Fabrikken er kendt for at have produceret den første danske påhængsmotor i 1905.

## Nævneværdige bygninger i gaden
- Nr. 1, 1. sal: Her boede tidligere borgmester Peder Hedebol.

- Nr. 19, 5. sal: Kaptajn Christian Michael ”Mik” Rottbøll udsendt fra England 17. april 1942, faldt på sin post i dette hus. Klokken 6.30 den 26. september 1942 ringede politiet på, Rottbøll kom ud i pyjamas, hvorefter han blev skudt 12 gange af en dansk politimand. Det er markeret med en plade med tekst på husfacaden. Han var kaptajn for Special Operations Executive (SOE) i Danmark, der skulle oparbejde og støtte en spirende modstandsbevægelse.

- Nr. 26-28: Her lå tidligere Rønning og Gjerløffs kemiske fabrikker, der bl.a. producerede blæk til datidens førende skriveinstrument: Pennen.

- Nr. 34, stuen: Her boede tidligere journalisten Ebba Nielsen.

- Nr. 39, 4. sal: Her boede tidligere skuespilleren Ejnar Hjorth.
- Nr. 80, 3. sal: Her boede pensioneret arkitekt, palæforvalter på Amalienborg Frederik Ludvig Tolstrup (født 1844, Gellerup, Århus Amt, død 1926, København).